# Intercetta
In geometria analitica l'intercetta di una retta nel piano è il valore di una coordinata nel punto di intersezione tra la retta e l'asse relativo alla coordinata stessa. Nella fattispecie, l'intercetta verticale (o ordinata all'origine, talvolta anche detta semplicemente intercetta) è il valore dell'ordinata {\displaystyle y_{0}} del punto di intersezione tra la retta e l'asse {\displaystyle y}, cioè del suo unico punto di coordinate {\displaystyle (0,y_{0})}, mentre l'intercetta orizzontale (o ascissa all'origine) è il valore dell'ascissa {\displaystyle x_{0}}del punto di intersezione tra la retta e l'asse {\displaystyle x}, cioè del suo unico punto di coordinate {\displaystyle (x_{0},0)}. 
Se una retta è parallela ad uno qualsiasi degli assi, allora la rispettiva intercetta non è definita.
Le rette parallele all'asse delle ordinate non lo intersecano, dunque per esse non è definita alcuna intercetta. Notiamo che queste rette non sono grafici di una funzione del tipo {\displaystyle y=f(x)} (secondo la definizione di funzione matematica), in quanto ad un punto dell'asse {\displaystyle x} associano infiniti punti dell'asse {\displaystyle y}.
La retta definita dall'equazione in forma esplicita
{\displaystyle y=mx+q},
interseca l'asse delle ordinate nel punto di coordinate {\displaystyle (0,q)}, dunque la sua intercetta verticale non è altro che il termine noto {\displaystyle q}.
Similmente, una retta definita dall'equazione
{\displaystyle x=m'y+q'}
interseca l'asse delle ascisse nel punto {\displaystyle (q',0)}, dunque la sua intercetta orizzontale è {\displaystyle q'}.